# 蒙代尔-弗莱明模型
蒙代尔-弗莱明模型（Mundell-Fleming Model）是“IS-LM模型”在开放经济中的形式，是一种短期分析，假定价格水平固定；又是一种需求分析，假定一个经济的总供给可以随总需求的变化迅速做出调整，以经济中的总产出完全由需求方面决定。
一般讨论两国模型为例：

## 模型内的四个市场
1. 第一国的国内商品市场
2. 第二国的国内商品市场
3. 资本市场（利率r）
4. 外汇市场（汇率w）

## 模型内主要函数
1. 两国的投资I1(r)和I2(r)
2. 第一国的经常项目余额B1(Y1, Y2, w)
3. 两国的流动性偏好（货币需求）L1(Y1, r)和L2(Y2, r)

## 涉及变量

### 内生变量
- 两国总产出Y1和Y2
- 利率r
- 汇率w

### 外生变量
- 两国名义货币供给M（因价格水平P假设为固定，所以实际货币供给M/P也是外生变量）
- 两国的自发性支出A1和A2